# 9 апреля
9 апреля — 99-й день года (100-й в високосные годы) по григорианскому календарю.
До конца года остаётся 266 дней.
До 15 октября 1582 года — 9 апреля по юлианскому календарю, с 15 октября 1582 года — 9 апреля по григорианскому календарю.
В XX и XXI веках соответствует 27 марта по юлианскому календарю.

## Праздники и памятные дни
См. также: Категория:Праздники 9 апреля

### Национальные
- Боливия — День конституции.
- Грузия — День национального единства.
- Каракалпакстан — День конституции и герба.
- Косово — День конституции[2].
- США, День Аппоматтокса (в память о сражении при Аппоматтоксе, с 1865 года).
- Тунис — День жертв.
- Филиппины — День доблести.
- Финляндия — День финского языка (День Микаэля Агриколы).

### Религиозные

#### Православие[3][4][5][6]
- Память мученицы Матроны Солунской (Фессалоникийской) (III—IV века).
- Память мучеников Мануила и Феодосия (304 год)[7].
- Память преподобного Иоанна Прозорливого, Египетского (ок. 395 года).

### Именины
- Православные: Иван, Мануил, Матрона, Феодосий[3][4][5].
- Католические: Мария, Маркел.

## События
См. также: Категория:События 9 апреля

### До XIX века
- 1241 — В сражении у Лигница монголо-татары под предводительством Байдара, внука Чингис-хана, разбили немецко-польское войско под командованием Генриха II Благочестивого.
- 1454 — Города-государства Италии заключили Лодийский мирный договор.
- 1609 — Из Испании изгнаны мориски — мавры, принявшие христианство.
- 1667 — В Париже прошла первая в мире публичная выставка искусств.
- 1682 — Робер де ла Саль воздвиг крест и провозгласил дельту реки Миссисипи владением короля Франции Людовика XIV, в честь которого названа Луизиана.
- 1699 — Указ Петра I «О наблюдении чистоты в Москве и о наказании за выбрасывание сору и всякого помёту на улицы и переулки».
- 1747 — В Лондоне по обвинению в государственной измене казнён Саймон Фрейзер, 11-й лорд Ловат (англ. Simon Fraser, 11th Baron Lovat). Он стал последним человеком в Англии, приговорённым судом к обезглавливанию.
- 1799 — Английский химик Хемфри Дэви обнаружил анестезирующие свойства веселящего газа.

### XIX век
- 1809 — наполеоновские войны: Австрия объявила войну Франции[8].
- 1860 — Французский изобретатель Эдуар де Мартенвиль сделал первую звукозапись французской народной песни «Лунный свет», которая хранится в парижском архиве[9].
- 1865 — Капитуляция Северовирджинской армии при Аппоматтоксе. Завершение Гражданской войны в США.
- 1866 — Закон о гражданских правах предоставил всем жителям США равные права (исключая индейцев, живущих в резервациях или на незаселённых территориях[10]).
- 1870 — Фридрих Вильгельм Ницше назначен на должность ординарного профессора в Базельском университете.

### XX век
- 1913 — в Царицыне открыто трамвайное движение. Первая трамвайная линия протяжённостью 10 км соединила центральную и зацарицынскую части города.
- 1914 — американо-мексиканский инцидент в Тампико.
- 1917 — большевики, в количестве 31 человека во главе с Лениным, покинули Цюрих[11].
- 1928 — в Турции официальной религией провозглашён ислам.
- 1935 — подписание Советско-германского Торгово-кредитного соглашения.
- 1939 — издан Указ Президиума Верховного Совета СССР о разделении Народного комиссариата водного транспорта на Народный комиссариат морского флота СССР и Народный комиссариат речного флота СССР[12].
- 1940 — Вторжение нацистской Германии в Норвегию и Данию. Начало Датско-Норвежской операции во время Второй мировой войны.
- 1940 — В Осло-фьорде потоплен немецкий тяжёлый крейсер «Блюхер».
- 1945
  - Советскими войсками взят штурмом город-крепость Кёнигсберг, нынешний Калининград. Комендант Отто Ляш подписал акт о капитуляции города.
  - За участие в заговоре против Гитлера в концлагере Флоссенбюрг повешен глава абвера адмирал Канарис.
- 1946 — Принято закрытое постановление Совета Министров СССР о создании конструкторского бюро КБ-11 при Лаборатории № 2 АН СССР. На границе Нижегородской области и Мордовии в саровских лесах появилась организация по разработке советского ядерного оружия, более известная под именем Арзамас-16 и носящая сегодня название Российский федеральный ядерный центр — Всероссийский Научно-исследовательский институт экспериментальной физики (РФЯЦ — ВНИИЭФ).
- 1948 — Резня в Дейр-Ясине: события, в ходе которых арабская деревня Дейр-Ясин была захвачена еврейскими нерегулярными вооружёнными формированиями Иргун и Лехи, принадлежавшими к радикальным организациям сионистов-ревизионистов. Во время захвата в результате ожесточённых столкновений было убито, по разным оценкам, от 107 до 254 жителей деревни.
- 1954 — Организована научно-исследовательская станция «Северный полюс-3» под руководством А. Ф. Трёшникова.
- 1963 — Уинстон Черчилль стал первым иностранцем, которому Конгресс США присвоил звание почётного гражданина США.
- 1966 — Ватикан отменил Индекс запрещённых книг, просуществовавший более четырёх веков.
- 1968 — В Чехословакии опубликован программный документ «Чехословацкий путь к социализму», предлагавший проведение экономических реформ и демократизацию общественной и политической жизни. Пражская весна продлилась недолго, и в августе в страну были введены войска стран Варшавского договора.
- 1969 — Дебютный концерт «King Crimson» в лондонском клубе «Спикизи».
- 1970 — Пол Маккартни заявил, что больше не будет сотрудничать с Джоном Ленноном, положив конец существованию «Битлз» как группы.
- 1972 — Подписание советско-иракского Договора о дружбе и сотрудничестве.
- 1974 — В Керчи спущен на воду первый советский супертанкер «Крым».
- 1989
  - Американец Дуглас Энгельбарт удостоен почётного приза Массачусетского технологического института (500 000 долларов) за изобретение компьютерной мыши (1968).
  - Разгон митинга в Тбилиси.
- 1991 — Принятие Верховным Советом Грузии Акта о восстановлении государственной независимости Грузии.
- 2000 — Эдуард Шеварднадзе переизбран президентом Грузии.

### XXI век
- 2005 — принц Уэльский Чарльз и Камилла Паркер-Боулз обвенчались в ратуше города Виндзор.
- 2009 — начало протестов против Михаила Саакашвили в Грузии
- 2013 — массовое убийство в Велика-Иванче в Сербии
- 2017 — теракты в Вербное воскресенье в египетских городах Танта и Александрия, 43 погибших.
- 2021 — вооружённые силы Мьянмы устроили бойню в Пегу, более 80 погибших.

## Родились
См. также: Категория:Родившиеся 9 апреля

### До XIX века
- 1336 — Тамерлан (или Тимур; ум. 1405), тюрко-монгольский полководец, один из известнейших в мире завоевателей.
- 1770 — Томас Иоганн Зеебек (ум. 1831), немецкий физик.
- 1794 — Теобальд Бём (ум. 1881), немецкий инструментальный мастер, флейтист и композитор, создатель современной поперечной флейты.

### XIX век
- 1802 — Элиас Лённрот (ум. 1884), финский фольклорист, записавший и опубликовавший карело-финский эпос «Калевала».
- 1806 — Исамбард Кингдом Брюнель (ум. 1859), английский инженер, создатель первого трансатлантического пассажирского корабля.
- 1821 — Шарль-Пьер Бодлер (ум. 1867), французский поэт, критик, эссеист, переводчик.
- 1824 — Ростислав Фадеев (ум. 1883), русский военный историк, публицист, генерал-майор.
- 1830 — Эдвард Мейбридж (ум. 1904), английский художник и фотограф, изобретатель хронофотографии.
- 1835 — Леопольд II (ум. 1909), король Бельгии (1865—1909).
- 1846 — Франческо Паоло Тости (ум. 1916), итальянский композитор, придворный музыкант английских королей.
- 1851 — Тор Нэве Ланге (ум. 1915), датский филолог-классик, поэт, переводчик, учёный-лингвист, педагог, журналист.
- 1865
  - Эрих Людендорф (ум. 1937), немецкий военный и политический деятель, генерал.
  - Чарлз Протеус Штейнмец (ум. 1923), американский инженер, электротехник.
- 1868 — Николай Собольщиков-Самарин (ум. 1945), русский театральный режиссёр, актёр, педагог, народный артист РСФСР.
- 1872 — Леон Блюм (ум. 1950), французский политик и государственный деятель, лидер Французской социалистической партии.
- 1882 — Виктор Веснин (ум. 1950), русский советский архитектор (Днепрогэс, Театр-студия киноактёра в Москве и др.), первый президент Академии архитектуры СССР (1936—1949).
- 1883 — Иван Ильин (ум. 1954), русский религиозный философ, правовед, публицист.
- 1888 — Сол Юрок (наст. имя Соломон Израилевич Гурков; ум. 1974), американский музыкальный и театральный продюсер.
- 1889 — Ефрем Цимбалист (ум. 1985), русский и американский скрипач, композитор и педагог.
- 1891 — Власта Буриан (наст. имя Йозеф Властимил Буриан; ум. 1962), чешский актёр театра и кино.
- 1895 — Мишель Симон (ум. 1975), швейцарский и французский актёр театра и кино, мастер гротеска.
- 1898 — Поль Робсон (ум. 1976), американский негритянский певец-бас, актёр театра и кино, общественный деятель.

### XX век
- 1902 — Ольга Перовская (ум. 1961), русская советская детская писательница.
- 1903 — Грегори Гудвин Пинкус (ум. 1967), американский эндокринолог, чьи работы по исследованию противозачаточных свойств стероидов привели к появлению эффективных оральных контрацептивов.
- 1905 — Джеймс Уильям Фулбрайт (ум. 1995), американский сенатор, основатель программы Фулбрайта.
- 1906
  - Виктор Вазарели (урожд. Дьёзё Вашархейи; ум. 1997), французский художник, график и скульптор венгерского происхождения, ведущий представитель оп-арта.
  - Антал Дорати (ум. 1988), венгерский и американский дирижёр и композитор.
- 1912 — Лев Копелев (ум. 1997), советский диссидент и правозащитник, критик и литературовед, эмигрант.
- 1914 — Борис Соколов (ум. 2013), советский и российский учёный-геолог и палеонтолог, академик АН СССР и РАН, Герой Социалистического Труда.
- 1919
  - Иван Савченко (ум. 1984) советский инженер-кораблестроитель, Герой Социалистического Труда.
  - Джон Преспер Эккерт (ум. 1995), американский инженер-электронщик, изобретатель электронного компьютера.
- 1920 — Василий Карцев (ум. 1987), советский футболист, тренер.
- 1921 — Анатоль Потемковский (ум. 2008), польский писатель-сатирик.
- 1924 — Николай Панченко (ум. 2005), советский и российский поэт и журналист, редактор.
- 1925 — Эрнст Неизвестный (ум. 2016), советский и американский скульптор, график.
- 1926
  - Всеволод Сафонов (ум. 1992), актёр театра и кино («Белорусский вокзал», «Дежа Вю» и др.), народный артист РСФСР.
  - Хью Хефнер (ум. 2017), американский издатель, основатель и шеф-редактор журнала Playboy.
- 1927 — Татьяна Заславская (ум. 2013), советский и российский социолог и экономист, академик АН СССР, РАН и ВАСХНИЛ.
- 1928 — Том Лерер (ум. 2025), американский композитор и певец, сатирик и математик.
- 1932 — Карл Перкинс (ум. 1998), американский певец и композитор, один из родоначальников рокабилли.
- 1933
  - Жан-Поль Бельмондо (ум. 2021), французский актёр театра и кино, лауреат премии «Сезар» и др. наград.
  - Джан Мария Волонте (ум. 1994), итальянский актёр театра и кино, обладатель многочисленных кинопремий.
- 1936 — Эрнст Романов (ум. 2024), советский и российский актёр театра и кино, народный артист РФ.
- 1938 — Виктор Черномырдин (ум. 2010), российский политический деятель, в 1992—1998 гг. Председатель Правительства РФ.
- 1948
  - Бернар-Мари Кольтес (ум. 1989), французский драматург.
  - Анатолий Марчевский, артист цирка, клоун, актёр, народный артист РСФСР.
- 1949 — Тони Крэгг, британский скульптор.
- 1954 — Деннис Куэйд, американский киноактёр.
- 1957 — Филипп Рибу, французский фехтовальщик на шпагах, двукратный олимпийский чемпион, трёхкратный чемпион мира
- 1958 — Елена Кондулайнен, советская и российская актриса театра и кино, певица, заслуженная артистка РФ.
- 1962 — Игорь Подольчак, украинский художник, фотограф, кинорежиссёр, сценарист, продюсер.
- 1965
  - Марк Пеллегрино, американский актёр кино и телевидения.
  - Полина Поризкова, американская супермодель, актриса и писательница чешского происхождения.
- 1966 — Синтия Никсон, американская актриса и театральный режиссёр, обладательница двух премий «Эмми» и др. наград.
- 1967 — Сергей Калугин, российский поэт, гитарист и автор песен, вокалист группы «Оргия праведников».
- 1971 — Жак Вильнёв, канадский автогонщик, чемпион мира в классе «Формула-1» (1997).
- 1972 — Желько Ребрача, югославский и сербский баскетболист, чемпион мира, призёр Олимпийских игр.
- 1974 
  - Дженна Джеймсон (урожд. Дженнифер Мари Массоли), американская порноактриса, фотомодель и предприниматель.
  - Александр Пичушкин, российский серийный убийца, известный как «Битцевский маньяк».
- 1977 — Джерард Уэй, американский музыкант, вокалист рок-группы My Chemical Romance, автор комиксов.
- 1979 
  - Альбина Джанабаева, российская певица, актриса и телеведущая, бывшая солистка группы «ВИА Гра».
  - Марио Матт, австрийский горнолыжник, олимпийский чемпион (2014), трёхкратный чемпион мира
- 1980
  - Дмитрий Носов, российский дзюдоист и политик, депутат Госдумы, бронзовый призёр Олимпийских игр (2004).
  - Рэйчел Спектер, американская актриса кино и телевидения, фотомодель.
- 1981 — Моран Атиас, израильско-американская фотомодель и киноактриса.
- 1982 — Кэтлин Манро, канадская телевизионная актриса.
- 1986 — Лейтон Мистер, американская актриса кино и телевидения, певица, автор песен, фотомодель.
- 1990 — Кристен Стюарт, американская актриса, обладательница премий BAFTA и «Сезар».
- 1991 — Марина Вакт, французская модель и киноактриса.
- 1998 — Эль Фэннинг, американская актриса, младшая сестра Дакоты Фэннинг.
- 1999 — Lil Nas X (наст. имя Монте́ро Лама́р Хилл), американский рэпер, певец, автор песен.
- 2000 — Каори Сакамото, японская фигуристка (одиночное катание), трёхкратная чемпионка мира (2022—2024).

## Скончались
См. также: Категория:Умершие 9 апреля

### До XIX века

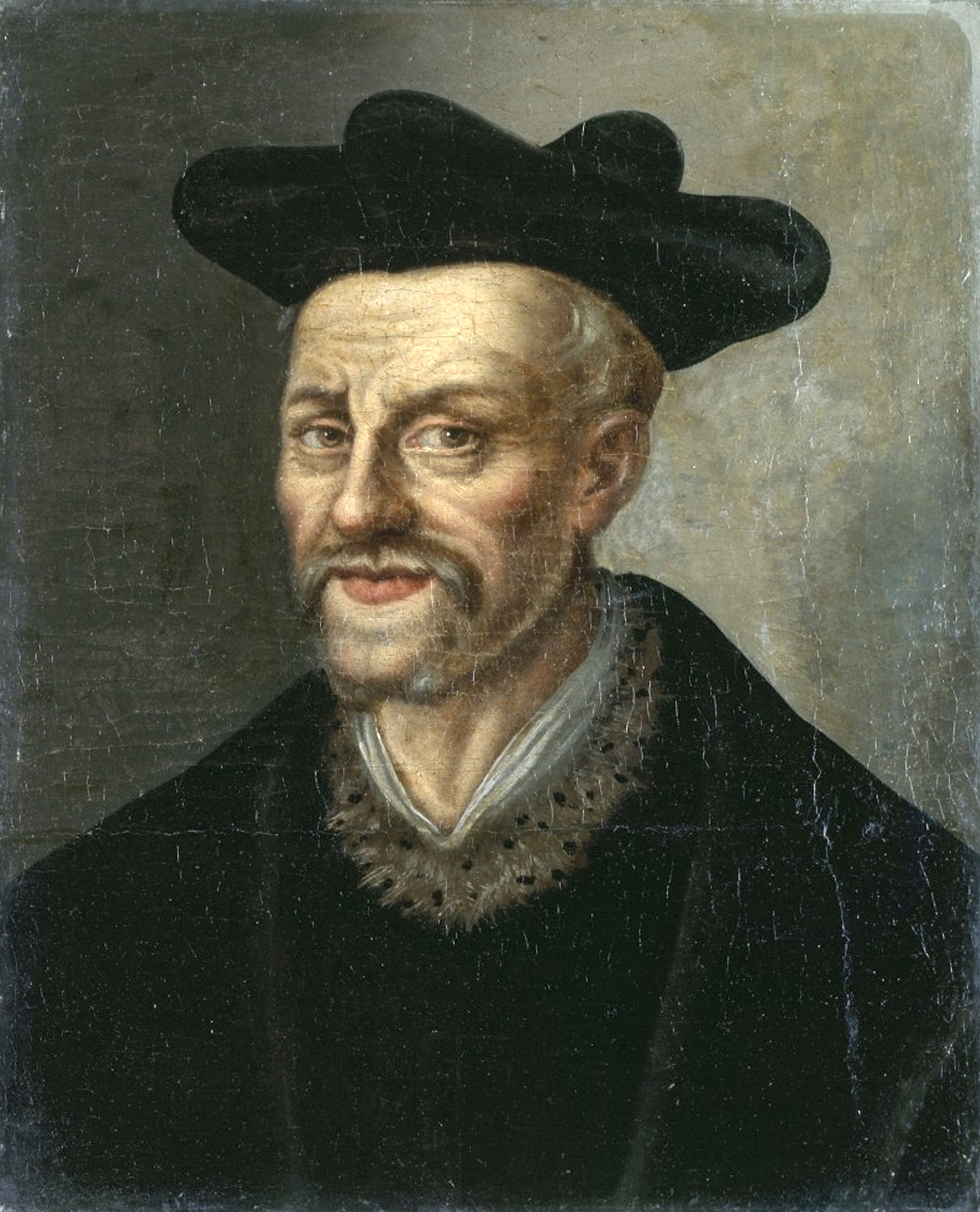
Рабле

- 1483 — Эдуард IV (р. 1442), король Англии (1461—1470 и 1471—1483).
- 1492 — Лоренцо Медичи (Великолепный) (р. 1449), флорентийский правитель (с 1469), покровитель наук и искусств, поэт.
- 1553 — Франсуа Рабле (р. 1483 или 1494), французский писатель-сатирик.
- 1557 — Михаэль Агрикола (ок. 1510), финский гуманист и деятель Реформации.
- 1626 — Фрэнсис Бэкон (р. 1561), английский философ, историк, политический деятель.
- 1754 — Христиан фон Вольф (р. 1679), немецкий философ, юрист, математик, учёный-энциклопедист.

### XIX век
- 1807 — Екатерина Антоновна (р. 1741), старшая дочь герцога Антона Ульриха Брауншвейгского и Анны Леопольдовны, сестра российского императора Ивана VI.
- 1850 — Уильям Праут (р. 1785), английский химик, врач, религиозный философ.
- 1871 — Николай Кроль (р. 1823), русский поэт, прозаик, драматург, публицист.
- 1882
  - Данте Габриел Россетти (р. 1828), английский художник и поэт.
  - граф Сергей Строганов (р. 1794), русский археолог, коллекционер, меценат, московский генерал-губернатор.

### XX век
- 1915 — Фридрих Лёффлер (р. 1852), немецкий бактериолог и гигиенист, один из зачинателей медицинской микробиологии.
- 1930 — Иван Рукавишников (р. 1877), русский писатель-прозаик, поэт-символист Серебряного века, переводчик.
- 1934 — Рудольф Кох (р. 1876), немецкий шрифтовой дизайнер.
- 1938 — расстрелян Артём Весёлый (наст. имя Николай Кочкуров; р. 1899), русский советский писатель.
- 1940 — Стелла Патрик Кэмпбелл (р. 1865), английская актриса театра и кино.
- 1945 — казнён Вильгельм Франц Канарис (р. 1887), немецкий адмирал, руководитель абвера (1935—1944).
- 1948 — убит Хорхе Гайтана (р. 1903), лидер Либеральной партии Колумбии.
- 1953 — Ханс Райхенбах (р. 1891), немецкий и американский философ.
- 1959 — Фрэнк Ллойд Райт (р. 1867), американский архитектор.
- 1962 — Леонид Соловьёв (р. 1906), советский писатель, сценарист, автор романов о Ходже Насреддине.
- 1974 — Вадим Рындин (р. 1902), советский живописец, театральный художник, сценограф.
- 1983 — Николай Харламов (р. 1905), советский военно-морской деятель, адмирал и дипломат.
- 1990 — Маргарита Рудомино (р. 1900), советский библиотекарь и библиотековед, основательница и первый руководитель Библиотеки иностранной литературы, ныне носящей её имя.

### XXI век
- 2009 — Наум Олев (наст. фамилия Розенфельд; р. 1939), советский и российский поэт-песенник.
- 2011 — Сидни Люмет (р. 1924), американский кинорежиссёр, сценарист, продюсер, лауреат «Оскара», «Золотого глобуса» и др.
- 2012 — Борис Парыгин (р. 1930), советский и российский философ и социальной психолог.
- 2015
  - Георгий Жемчужин (р. 1929), дирижёр Большого театра, заслуженный деятель искусств РСФСР.
  - Рогволд Суховерко (р. 1941), советский и российский актёр театра, кино, радио, мастер дубляжа и озвучивания.
- 2021
  - Филипп Маунтбеттен (р. 1921), принц Эдинбургский, супруг королевы Великобритании Елизаветы II.
  - Эрл Симмонс (р. 1970), американский рэпер и актёр.
- 2024 — Владимир Аксёнов (р. 1935), лётчик-космонавт СССР. Дважды Герой Советского Союза (1976, 1980).

## Народный календарь, приметы и фольклор Руси
Матрёна Настовица. Матрёна-крапивница. Пигалица. Полурепница.
- Снег покрывается ледяным настом.
- На Матрёну прилетают чибисы.
- Если чибис летит низко — к продолжительной сухой погоде.
- В старину на Руси подмечали: коли птица Чибис кричит с вечера — к ясной погоде.
- Полурепница. В этот день отбирали годные репы для семян, что и составляло отдельную неприкосновенную половину запаса репы.
- Подмечено, что к этому дню поднимаются, вздуваются реки[14].